# Jaderná elektrárna McGuire
Jaderná elektrárna McGuire (anglicky McGuire Nuclear Station) je provozní jaderná elektrárna ve Spojených státech. Leží poblíž města Huntersville v Mecklenburg County ve státě Severní Karolína. Elektrárnu vlastní a provozuje společnost Duke Energy. Reaktory elektrárny dodala a vybudovala americká společnost Westinghouse. Oba reaktory používají ke chlazení vodu z jezera Norman. Z tohoto důvodu nemusí elektrárna mít chladicí věže. Elektrárna byla pojmenována po Williamu McGuire, který byl v letech 1959 až 1971 ředitelem společnosti Duke Power.

## Historie a technické informace

### Reaktory
Jaderná elektrárna McGuire provozuje celkem dva jaderné reaktory. Výstavba obou započala 1. dubna 1971. Jedná se o tlakovodní čtyřsmyčkové reaktory typu M412. Hrubý výkon obou z nich je 1215 MW a čistý výkon po odečtení vlastních potřeb reaktorů je 1158 MW. K síti byl první blok připojen 12. září 1981 a do komerčního provozu přešel 1. prosince 1981. Druhý blok byl poprvé do sítě připojen 23. května 1983 a komerční provoz byl zahájen 1. března 1984.
Během roku 2014 byl v jednom z bloků vyměnen stator generátoru. Práce provedla společnost Siemens Energy. Práce byly provedeny při výměně paliva, aby nedošlo ke zbytečnému zdržení.
Bloky mají od NRC udělenou provozní licenci do 12. června 2041 a 3. března 2043.

### Okolní obyvatelstvo
NRC definuje dvě zóny havarijního plánování kolem jaderných elektráren. První o poloměru 16 kilometrů, která se týká především vystavení radioaktivní kontaminace vzduchu a poté druhou o poloměru 80 kilometrů, jež se zabývá kontaminací potravin a vody.
Podle studie NRC zveřejněné v srpnu 2010 byl NRC odhad každoročního rizika zemětřesení dostatečně silného na to, aby způsobilo poškození aktivní zóny reaktoru v McGuire 1 ku 32 258.

## Informace o reaktorech
| Reaktor   | Typ reaktoru      | Výkon   | Výkon   | Zahájení výstavby | Připojení k síti | Uvedení do provozu | Uzavření |
| Reaktor   | Typ reaktoru      | Čistý   | Hrubý   | Zahájení výstavby | Připojení k síti | Uvedení do provozu | Uzavření |
| --------- | ----------------- | ------- | ------- | ----------------- | ---------------- | ------------------ | -------- |
| McGuire-1 | Westinghouse M412 | 1158 MW | 1215 MW | 1. 4. 1971        | 12. 9. 1981      | 1. 12. 1981        |          |
| McGuire-2 | Westinghouse M412 | 1158 MW | 1215 MW | 1. 4. 1971        | 23. 5. 1983      | 1. 3. 1984         |          |